# Alexandra Road
Alexandra Road är ett brutalistiskt bostadsområde i Camden i London uppfört 1977 och ritat av Neave Brown och Camdens kommunala arkitektkontor. Byggnaden är skapad i form av en fyra våningar hög terrassbyggnad i två parallella byggnader. Byggnaden har fönstren och terrasserna åt den ena sidan, då tomten på andra sidan vetter mot en av de tre järnvägslinjer, som korsar Camden.

## Byggnaderna
Byggnaderna är i brutalistisk anda uppförda med rå betong som fasadmaterial och stora fönsterytor. Mot järnvägen är fasaden fönsterlös och konstruerad för att dämpa ljudet och vibrationerna från järnvägen.

## Bildgalleri

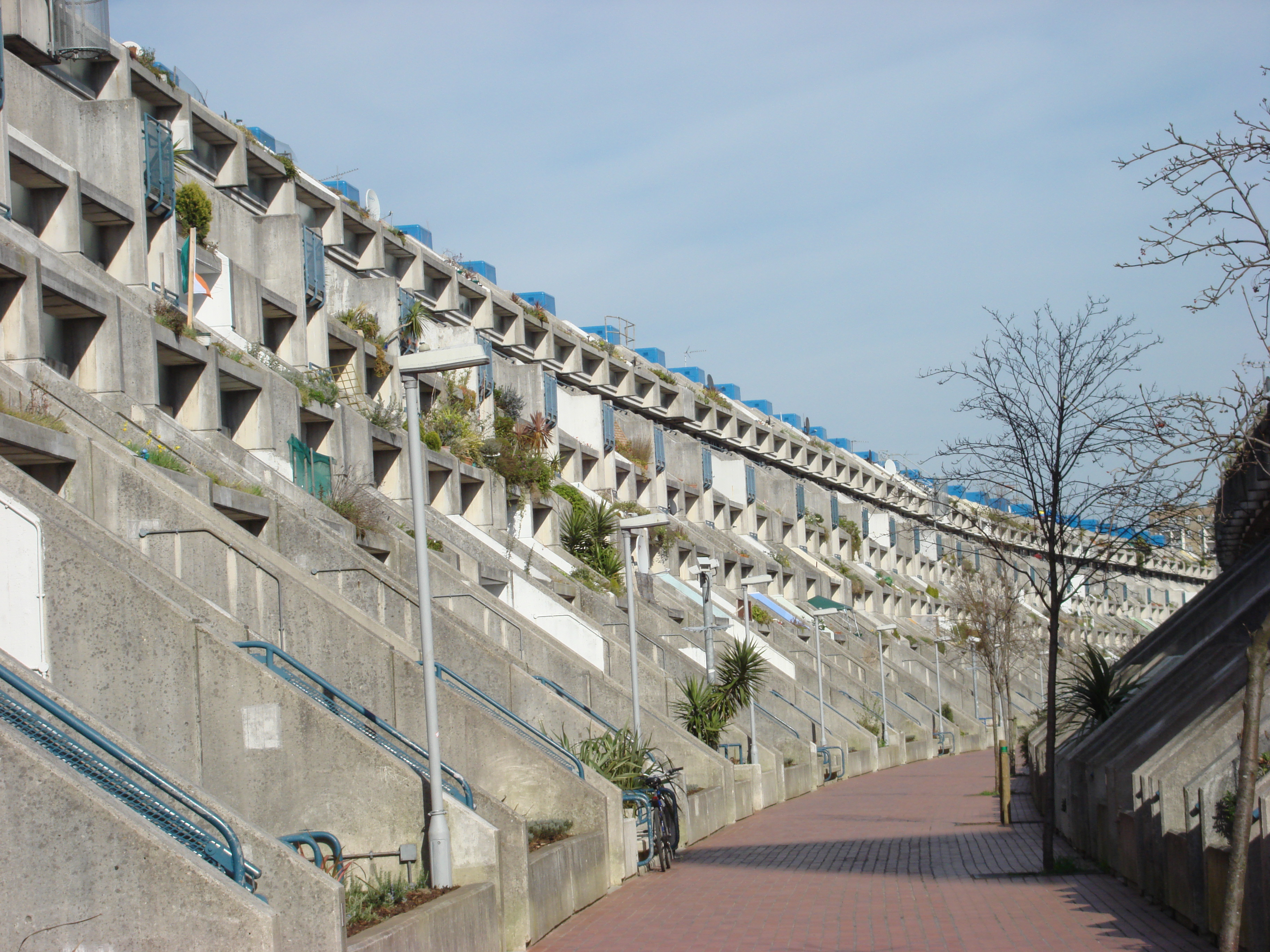
Längorna är böjda
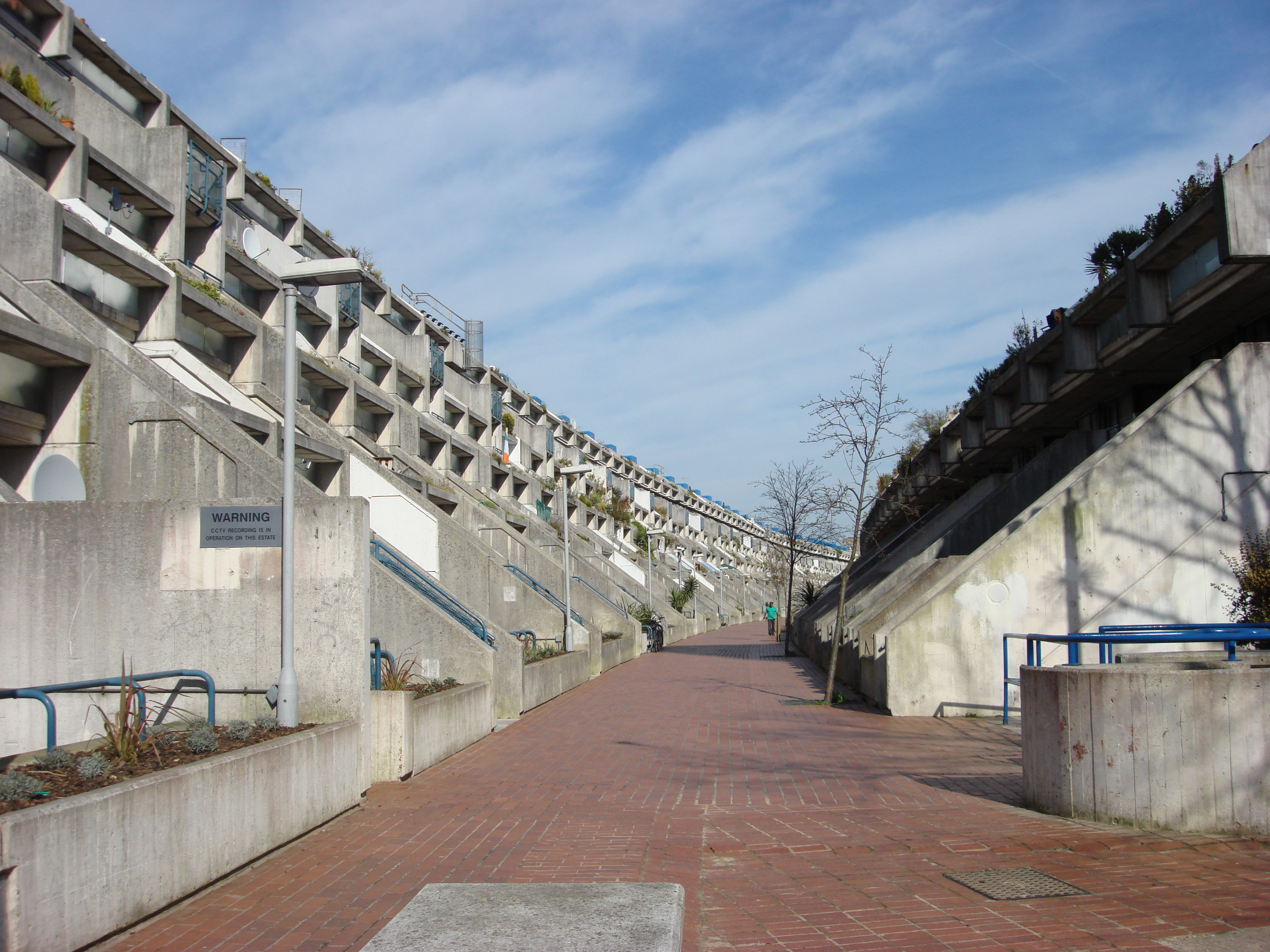
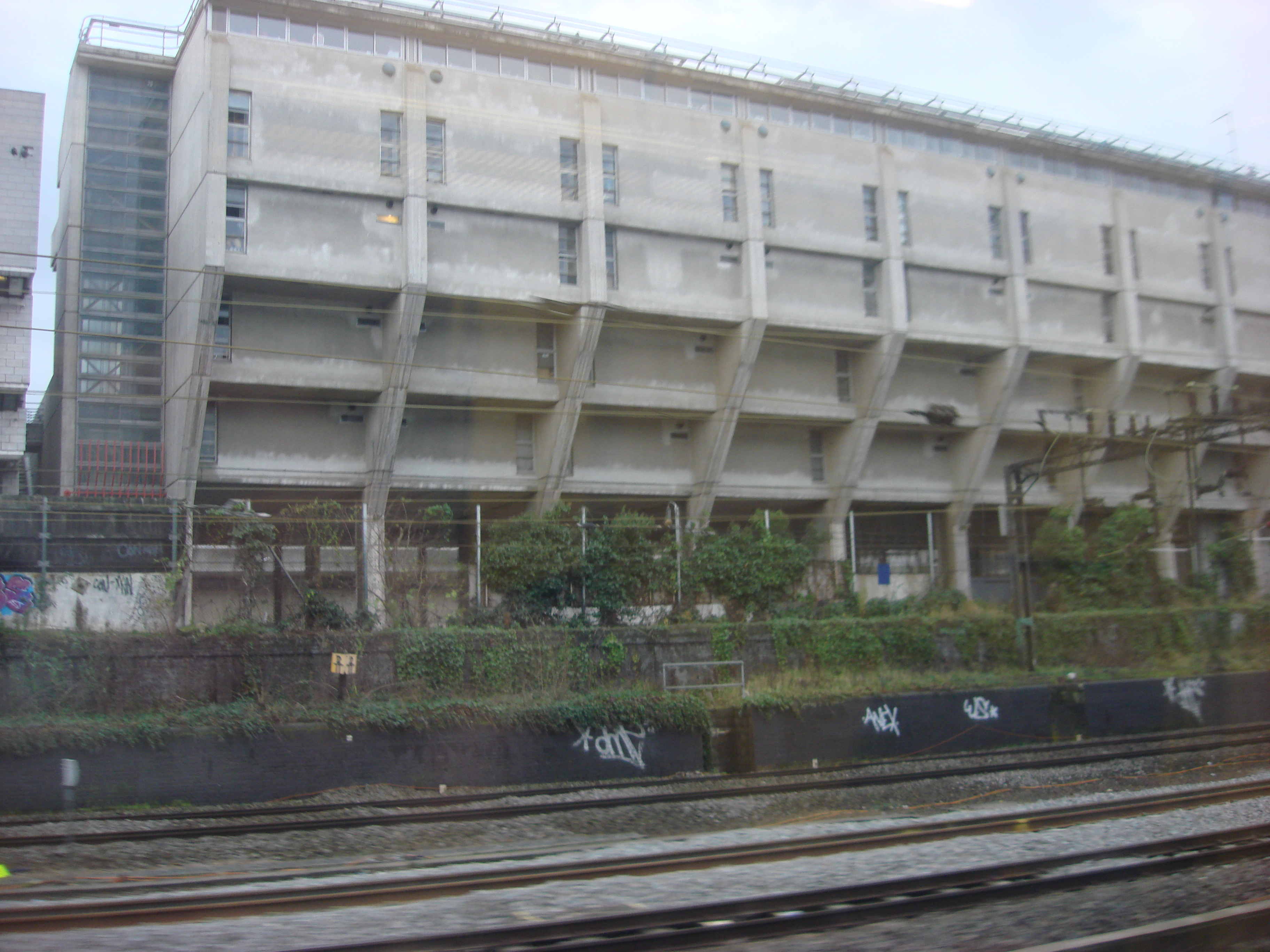
Mot järnvägen
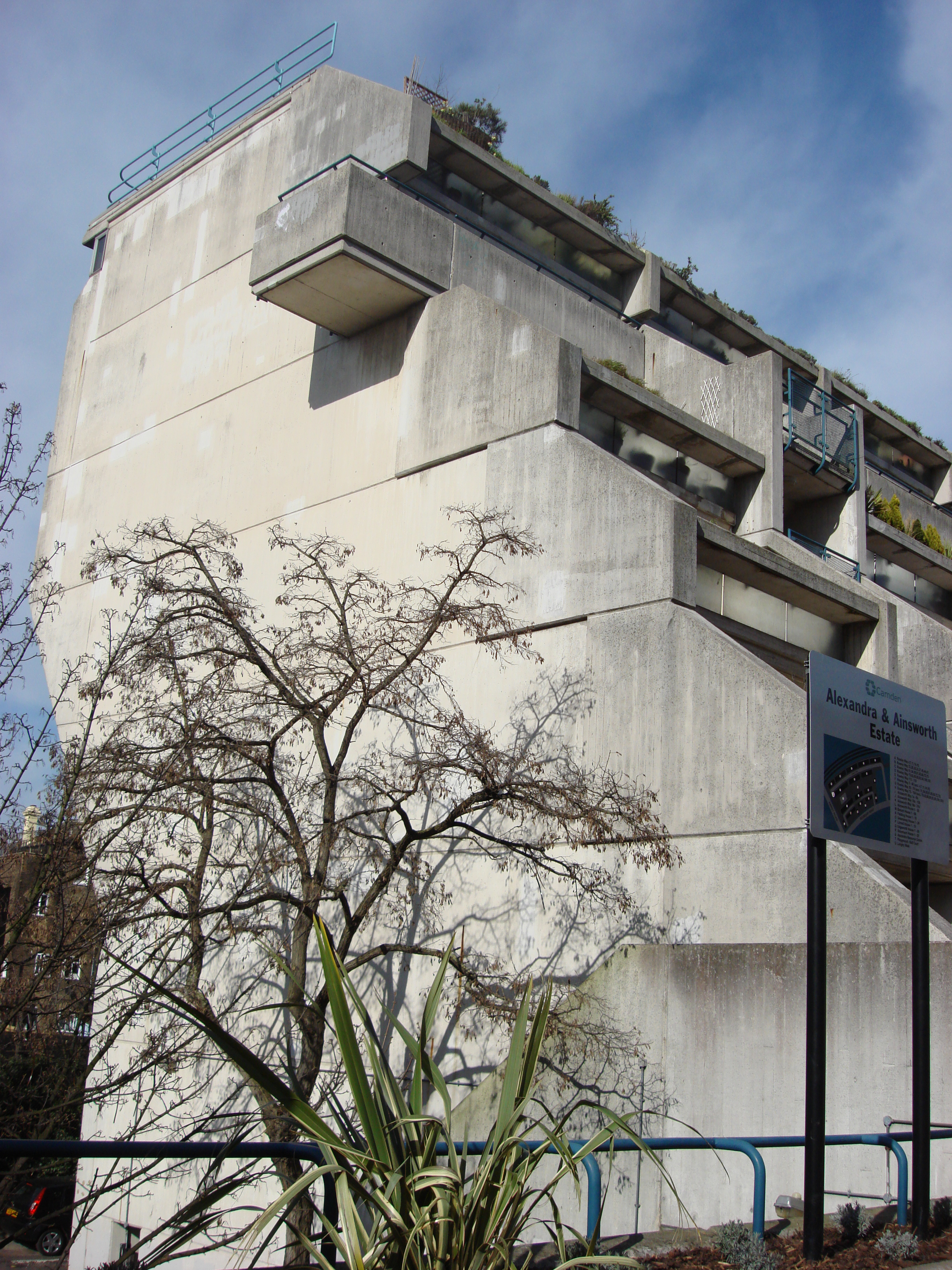
Gavel